# Raymond W. Baker
Pour les articles homonymes, voir Baker et Raymond Baker.
Raymond W. Baker est un homme d'affaires américain né le 30 octobre 1935, chercheur et auteur spécialiste de la délinquance financière internationale. Il est le fondateur et le président de Global Financial Integrity, une organisation basée à Washington, qui s'emploie à réduire les flux financiers illicites.

## Biographie

### Éducation
Raymond Baker est diplômé du Georgia Institute of Technology en 1957 et de la Harvard Business School en 1960.

### Carrière
Raymond Baker commence sa carrière professionnelle comme homme d’affaires au Nigéria, où il occupe divers postes pendant 15 ans. Au milieu des années 1970, les Baker constatent que le Nigéria était devenu dangereux pour une famille expatriée avec de jeunes enfants. Ils déménagent alors aux États-Unis et s'installent dans la région de Washington. Au cours des 10 années suivantes, Raymond Baker exerce de nombreuses activités en Amérique latine, en Afrique, en Australie, en Nouvelle-Zélande, en Asie du Sud-Est et avec la République populaire de Chine. Puis, à la fin des années 1980, il devient consultant en matière de commerce et de finances auprès de gouvernements de pays en développement. Avec cette accumulation d'expériences, il s'associe à la Brookings Institution en 1996 en tant que chercheur invité en études économiques.
En 1996, Raymond Baker reçoit une subvention de la Fondation John D. et Catherine T. MacArthur pour un projet intitulé «Capital économique, pauvreté et économie de marché libre». Dans le cadre de ce projet, il interroge plus de 335 banquiers, hommes politiques, représentants du gouvernement, économistes, avocats, percepteurs, etc. dans 23 pays sur les relations entre fraude fiscale, corruption, blanchiment d'argent et croissance économique. En 2005, il publie "Le talon d'Achille du capitalisme", un ouvrage de référence sur les flux financiers illicites (voir plus bas).
En 2006, Raymond Baker fonde Global Financial Integrity, une organisation de recherche et de plaidoyer basée à Washington, qu'il préside. Le but de GFI est de quantifier et d'analyser les flux financiers illicites tout en formulant et en promouvant des solutions politiques pour les réduire. D'après les recherches et publications de GFI, près de 1 000 milliards de dollars US sortent chaque année illégalement des pays en développement.
En janvier 2009, Raymond Baker réunit une coalition d'organisations de recherche et de défense des droits et plus de 50 gouvernements pour constituer le Groupe de travail sur l'intégrité financière et le développement économique, une organisation qui prône la transparence dans le système financier mondial. Il sera le directeur de cette task-force depuis sa création en 2009 jusqu'au début de 2013.

## Convictions fondamentales
Depuis son séjour de 15 ans au Nigéria, Raymond Baker est passionné pour cette question des flux financiers illicites. Sa conviction sous-jacente que ces sorties illégales de capitaux constituent le principal problème économique auquel sont confrontés les pauvres du monde. "Ce billion de dollars (ou plus) d'argent illicite produit chaque année circule au-delà des frontières et la structure qui facilite son déplacement n'est pas seulement la plus grande faille du système économique mondial. C'est également la situation économique la plus dommageable pour les pauvres des économies en développement et en transition".

## Évaluation et influence
Le travail de Raymond Baker "expliquant comment 1 billion de dollars en argent sale est extrait chaque année des pays pauvres" a contribué à faire entrer la transparence financière sur l'agenda des dirigeants mondiaux. Plus récemment, il s'est concentré sur le lien entre les flux financiers illicites, les violations des droits de l’homme et les inégalités économiques.
Raymond Baker est en outre membre du Groupe de haut niveau sur les flux financiers illicites en provenance d'Afrique, créé par la Commission économique pour l'Afrique des Nations Unies en février 2012. Le panel est présidé par l'ancien président sud-africain Thabo Mbeki,.
Raymond Baker est membre du Conseil sur le commerce illicite du Forum économique mondial. Il a témoigné à plusieurs reprises devant des comités du Congrès à la Chambre des représentants et au Sénat américains sur le blanchiment de capitaux, la corruption et la fuite illégale de capitaux,,,.

## Œuvres
- Raymond W. Baker (trad. de l'anglais), Le talon d'Achille du capitalisme : l'argent sale et comment renouveler le système d'économie du marché, Oultremont, Québec, Canada, alTERRE éditions, 2007, 461 p. (ISBN 978-2-923640-00-6), traduction en français de l'ouvrage ci-dessous.
- (en) Raymond W. Baker, Capitalism's Achilles Heel, Dirty Money and How to Renew the Free-market System, Hoboken, New-Jersey, John Wiley & sons, 2005, 438 p. (ISBN 978-0-471-64488-0, lire en ligne)
- Lors de ses années de chercheur invité à la Brookings Institution et de membre du Centre for International Policy [17], Raymond Baker a écrit plusieurs articles : « La plus grande faille du système économique libéral », « La fuite illégale de capitaux, un danger pour la stabilité mondiale »,« Comment l’argent sale lie les pauvres », etc.